# Friedrich Wilhelm von Seydlitz
Friedrich Wilhelm von Seydlitz (francisé en Frédéric-Guillaume de Seydlitz), né le 3 février 1721 à Kalkar dans le duché de Clèves et mort le 7 novembre 1773 à Ohlau en Silésie, est un militaire prussien, considéré comme l’un des plus grands généraux de cavalerie de l’histoire de la Prusse. Il commanda l’une des premières unités de hussards formée dans l’armée de Frédéric II et permit à la cavalerie prussienne d’atteindre un niveau d’efficacité encore inégalé pendant la guerre de Sept Ans. Son père, cavalier lui aussi, mourut alors que Seydlitz n’était encore qu’un enfant. Son éducation fut alors prise en charge par le margrave de Brandebourg-Schwedt. Excellent cavalier, doté d’un caractère impétueux, Seydlitz servit avec distinction en sous-ordre et se forgea une redoutable réputation de Rittmeister lors de la guerre de Succession d'Autriche (1740-1748).
Seydlitz devint une figure légendaire dans l’armée prussienne, à la fois pour sa très grande bravoure et son sens du commandement. Durant la guerre de Sept Ans, il fut un général de cavalerie apprécié pour son coup d’œil, son habileté à évaluer rapidement la situation sur un champ de bataille et sa compréhension intuitive des ordres qu’il recevait ; il excellait ainsi à convertir les directives du roi en tactiques flexibles et applicables. À la bataille de Rossbach, sa cavalerie joua un rôle essentiel dans la déroute de l’armée franco-autrichienne avant de contribuer grandement au succès de la bataille de Leuthen, où ses escadrons taillèrent en pièces le flanc gauche de l’armée des Habsbourg. Blessé plusieurs fois au cours de ces différentes campagnes, Seydlitz prit une semi-retraite après la bataille de Kunersdorf en août 1759 afin de récupérer de ses blessures. Frédéric II lui confia alors la protection de Berlin. Sa mauvaise santé le tint à l'écart du service pendant quelque temps et ce ne fut qu'en 1761 que Seydlitz réapparut sur un champ de bataille.
Titulaire de la croix Pour le Mérite pour sa participation à la bataille de Kolin, Seydlitz fut décoré peu après de l’ordre de l’Aigle noir par Frédéric II en personne sur le champ de bataille de Rossbach. Son amitié avec le roi, jadis très forte, se termina à la suite d'une incompréhension et ce ne fut que durant son agonie, quelques semaines avant sa mort, qu'ils renouèrent contact. Après son décès, les successeurs de Frédéric firent inscrire le nom du général sur la statue équestre de Frédéric II à Berlin.

## Biographie

### Jeunesse
Friedrich Wilhelm von Seydlitz naquit à Kalkar, dans le duché de Clèves. Son père, Daniel Florian Seydlitz, servait comme major dans la cavalerie prussienne au sein du 5e régiment de cuirassiers (de) margrave Frédéric-Guillaume de Brandebourg-Schwedt. En 1726, ce dernier quitta l'armée et déménagea avec sa famille à Schwedt, en Prusse-Orientale, où il devint maître forestier. Il mourut deux ans plus tard, en 1728, laissant sa veuve et ses enfants dans une situation financière délicate. Le jeune Seydlitz reçut une éducation élémentaire ; les sources sont contradictoires sur sa maîtrise du français, utilisé plus tard comme langue véhiculaire à la cour de Frédéric II. L'un de ses biographes, Bernhard von Poten, affirme que son allemand était bon et que, s'il connaissait le français, il préférait utiliser l'allemand qu'il écrivait « d'une main fine et ferme, d'une justesse inhabituelle, avec des phrases bien formées et un vocabulaire approprié ». Il s'exprimait également assez bien en latin. Frédéric II, son futur souverain, s'adressait toujours à lui en allemand.
À 7 ans, Seydlitz était déjà un cavalier de talent qui n'hésitait pas à faire la course avec des garçons plus âgés que lui. Il est décrit dans la plupart des récits comme un enfant sauvage et plein d'entrain. À l'âge de 14 ans, il fut envoyé comme page à la cour du comte Frédéric-Guillaume de Brandebourg-Schwedt, ancien colonel de son père. Celui qu'on appelait le comte « fou » transmit au jeune Seydlitz la passion des acrobaties équestres. Ces dernières ne se limitaient pas seulement aux chevaux ; un jour, répondant à un défi du comte, il alla jusqu'à chevaucher un cerf sauvage. Il devint en peu de temps un cavalier émérite et de nombreuses histoires circulèrent à propos de ses exploits, comme celle où il galopa entre les ailes d'un moulin en pleine rotation. Le 13 février 1740, il fut nommé cornette dans le régiment des cuirassiers prussiens du comte von Schwedt, l'ancien régiment de son père.

### Carrière militaire
Les premiers mois du cornette Seydlitz furent difficiles. En effet, le colonel de son régiment, qui le considérait comme un espion du margrave, le maltraitait en le chargeant de missions inutiles et lui fit clairement comprendre qu'il ne pouvait espérer rivaliser avec lui tant qu'il serait sous ses ordres. L'année où Seydlitz entra au régiment, le vieux roi Frédéric-Guillaume Ier mourut et son fils Frédéric II lui succéda sur le trône de Prusse. Revendiquant la Silésie, possession des Habsbourg, à l'impératrice Marie-Thérèse, Frédéric se prépara à la guerre. Les hostilités éclatèrent en 1740 et le régiment du Margrave joua un rôle important dans le conflit. Au cours des combats, Seydlitz se fit remarquer à plusieurs reprises par le souverain. Un jour, alors que Frédéric demandait le calibre de l'artillerie qui bombardait les troupes prussiennes, son état-major ne put lui fournir qu'une réponse approximative. Seydlitz se plaça alors à quelque distance de la batterie, ramassa le premier boulet tombé à proximité, l'enveloppa ensuite dans un mouchoir et vint le présenter personnellement au roi.

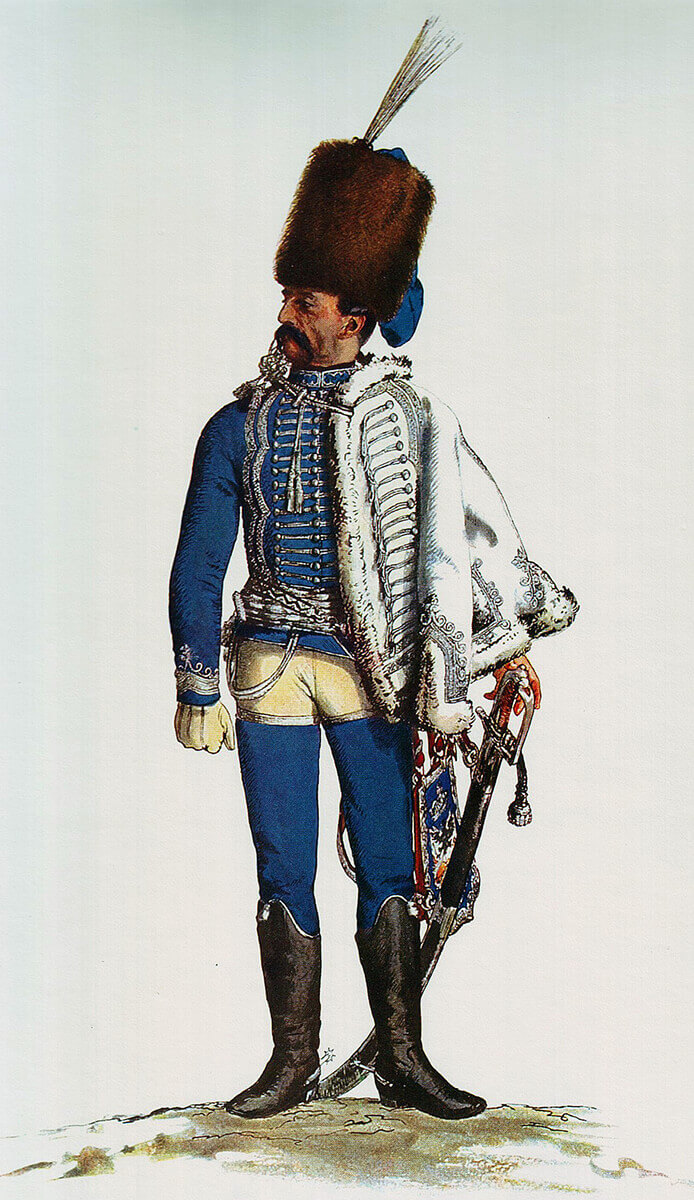
Hussard prussien du 4e régiment von Puttmaker, par Adolph von Menzel.

En mai 1742, alors qu'il se trouvait avec son régiment à Kranowitz pendant la première guerre de Silésie, son colonel lui ordonna de prendre 30 hommes et de tenir un poste avancé jusqu'à l'arrivée de l'infanterie. Malgré une fusillade intense, le colonel, toujours en mauvais termes avec Seydlitz, ne lui envoya pas les renforts promis. Informé de la situation, le général commandant la brigade tenta de se porter au secours de Seydlitz avec trois escadrons de cavalerie lourde mais ces derniers furent repoussés par le feu autrichien. Seydlitz fut contraint de se rendre peu après et fut fait prisonnier avec quelques-uns de ses plus proches camarades, parmi lesquels Charles-Emmanuel de Warnery (en),. Frédéric II offrit de l'échanger contre un capitaine autrichien. À son retour de captivité, Seydlitz eut le choix entre occuper la première lieutenance disponible dans un régiment de cuirassiers ou bien prendre immédiatement le commandement d'un peloton de hussards avec le grade de capitaine. Les hussards étaient alors une des formations les plus récentes de l'armée prussienne et ne bénéficiaient pas du prestige des cuirassiers, mais Seydlitz décida tout de même d'y être affecté. En 1743, le roi le nomma capitaine au sein du 4e hussards, lui faisant ainsi sauter le grade de lieutenant. Stationné avec son unité dans la ville de Trebnitz, Seydlitz rendit son escadron remarquablement efficace.
En août 1744, Frédéric entra en Bohême, occupa Prague et se dirigea ensuite vers le sud. Le lieutenant-général comte Nassau dirigeait l'avant-garde et Seydlitz participa à cette campagne avec le 4e régiment de hussards von Natzmer, commandé par le major Hans Heinrich Adam von Schütz (de), un homme violent dont Seydlitz désapprouvait la conduite. Il servit également lors de la seconde guerre de Silésie. Le 22 mai, le général Hans Karl von Winterfeldt, apprécié du roi pour sa bonne connaissance des hommes, écrivit à Frédéric : « il est certain qu'à Hohenfriedberg, le 4 juin, [Seydlitz] a capturé personnellement le général saxon Georg Sigismund von Schlichting, après lui avoir coupé les rênes de sa monture ». À la suite de sa conduite à la bataille de Hohenfriedberg et de la recommandation de Winterfeldt, Seydlitz fut promu major par le roi le 28 juillet 1744, à l'âge de 24 ans. Il mena son escadron à la bataille de Soor le 30 septembre, repérant la position de l'ennemi avant la bataille et participant activement aux combats. Le 23 novembre, il fut présent lors du combat de Katholisch-Hennersdorf, qui convainquit Frédéric II du bénéfice d'un soutien rapproché lors d'une charge de cavalerie. Le 27 du même mois, il commanda efficacement quinze escadrons dans une attaque contre l'arrière-garde autrichienne qu'il dispersa et détruisit presque entièrement.

### Développement des tactiques de cavalerie

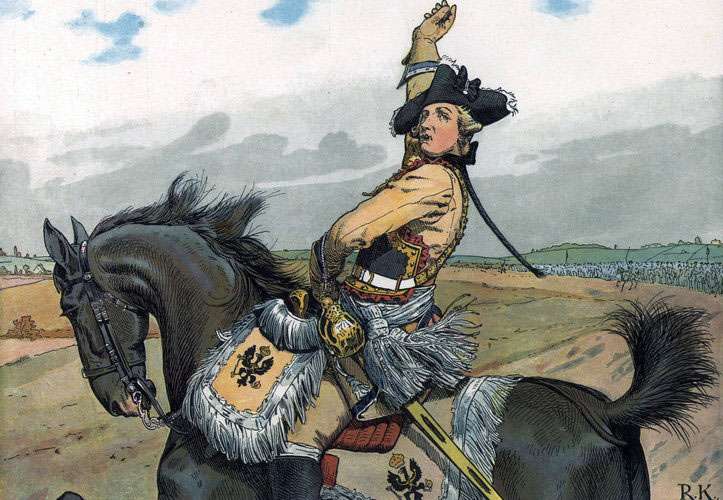
Seydlitz donne le signal de l'attaque à ses cavaliers lors de la bataille de Rossbach, en novembre 1757. Détail d'une peinture de Richard Knötel.

Après la signature de la paix le 25 décembre 1748, Seydlitz retourna avec son escadron à Trebnitz. Il profita des années de paix pour améliorer les tactiques de la cavalerie prussienne et soumit au roi un nouveau programme d'entraînement et d'évolutions tactiques pour les unités à cheval. Frédéric donna son accord et Seydlitz instaura de nouvelles méthodes d'entraînement particulièrement rigoureuses. Il prit ainsi l'habitude de quitter son propre domaine en sautant par-dessus le portail avec sa monture et exigea de tous ses soldats — cuirassiers, hussards ou dragons — un niveau d'équitation similaire. Ces derniers apprirent également à chevaucher sur des terrains accidentés, à manœuvrer en formation et à se battre en combat rapproché, ainsi qu'à soutenir l'infanterie dans ses attaques et à réagir à n'importe quel mouvement de l'ennemi. Sous la direction de Seydlitz, la cavalerie prussienne apprit à se servir exclusivement du sabre car les pistolets ou les carabines n'étaient pas assez précis et devaient être rechargés à chaque fois. Frédéric ayant un jour ordonné aux cavaliers de faire feu sur des mannequins en paille, les tirs furent terriblement imprécis. À l'inverse, grâce aux tactiques développées par Seydlitz, les soldats qui se servaient d'une épée atteignaient leur cible à tous les coups. Les chevaux équipant la cavalerie étaient généralement de robustes trakehners à sang chaud issus du haras de Trakehnen en Prusse-Orientale.
Le 21 septembre 1752, à l'issue d'une revue au cours de laquelle les différents corps de la cavalerie firent montre de leurs capacités, le roi promut Seydlitz au rang de lieutenant-colonel et lui confia le commandement de toute la cavalerie. Le 13 octobre suivant, il le nomma commandant du 12e régiment de hussards Wurtemberg, cantonné à Treptow. Frédéric, mécontent des performances de ce régiment, ordonna à Seydlitz de le « remettre en ordre ». En 1753, il fut placé à la tête du 8e régiment de cuirassiers. Sous ses ordres, ce régiment devint rapidement un modèle pour le reste de l'armée. En 1755, il fut élevé au grade de colonel. Au début de la guerre de Sept Ans, les changements introduits par Seydlitz avaient fait de la cavalerie prussienne la fierté de Frédéric II : remarquablement entraînée, elle disposait d'un authentique esprit de corps, renforcé par l'estime dont elle jouissait auprès du souverain et par la confiance que Seydlitz inspirait aux cavaliers. Le roi ordonna qu'aucun cavalier prussien ne se laisse dorénavant attaquer sans adresser une riposte équivalente, sous peine d'être renvoyé. La cavalerie prussienne se tailla rapidement une réputation d'agressivité et d'impétuosité, devenant aux yeux du roi l'élément dynamique de son armée et l'outil devant lui permettre de se mesurer aux plus grands empires. En 1756, la cavalerie de Seydlitz était devenue l'arme de choix de Frédéric II,.

### Guerre de Sept Ans
La guerre de Sept Ans, l'année suivante, immortalisa son nom. En 1757, sans se soucier de la coutume de garder en réserve la cavalerie lourde, Seydlitz emmena son régiment à la garde avancée pendant la bataille de Prague et manqua de perdre la vie en essayant de franchir un marécage. À la bataille de Kolin, à la tête d'une brigade de cavalerie, il se distingua en stoppant la poursuite autrichienne par une charge pleine d'audace. Le roi le nomma deux jours plus tard major-général et lui décerna l'ordre Pour le Mérite, promotion qu'il reconnut mériter, puisqu'il répondit aux félicitations de Zieten : « il était grand temps, Excellence, s'ils en voulaient plus de moi. J'ai déjà 36 ans »,.
Un autre exemple de ses qualités de meneur d'hommes et de son coup d’œil se déroula peu de temps après la bataille de Kolin. Cette défaite avait obligé Frédéric à lever le siège de Prague. Le frère du roi, Auguste-Guillaume, prit le commandement de l'armée et supervisa la retraite. Seydlitz était attaché au corps d'avant-garde du général Schmettau avec une brigade de dix escadrons. Alors qu'une de ses ailes pénétrait dans Lusace, près de Zittau, les Autrichiens se présentèrent soudainement en force et la cavalerie de Seydlitz se retrouva prise au piège dans la ville. Trompant ses adversaires qui croyaient n'avoir affaire qu'à un simple détachement de fourrageurs, ses escadrons tombèrent sur les cavaliers autrichiens avant même que ces derniers n'aient eu le temps de se mettre en selle. Seydlitz conduisit ensuite sa troupe en dehors de la ville et parvint à s'échapper sain et sauf.

### Bataille de Rossbach

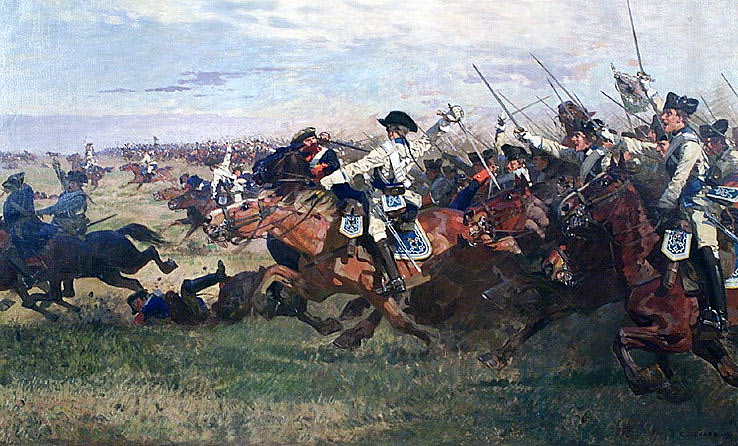
Charge des cuirassiers prussiens du général Seydlitz à la bataille de Rossbach, le 5 novembre 1757.

Dans la matinée de la bataille de Rossbach, Frédéric le plaça à la tête de toute sa cavalerie en remplacement de deux généraux confirmés. Son sens tactique et son interprétation intelligente des ordres du roi contribuèrent largement au gain de la bataille. Après avoir placé sa cavalerie sur deux rangs, il observa pendant quelques minutes l'armée française en mouvement, tout en fumant sa pipe sous le regard de ses hommes. Au moment où Seydlitz jeta sa pipe en l'air, le signal de l'attaque fut lancé : la première rangée d'escadrons bondit en avant et culbuta de flanc les troupes françaises prises au dépourvu. Au XVIIIe siècle, l'action de la cavalerie sur le champ de bataille se résumait presque toujours à une seule charge, les troupes à cheval servant le reste du temps à poursuivre l'ennemi en fuite. À Rossbach, non content de ce premier succès, Seydlitz conduisit une nouvelle attaque avec les escadrons de sa deuxième ligne avant de se retirer avec ses cavaliers dans un bosquet, où ses hommes se regroupèrent à l'abri des arbres. Seydlitz, sans attendre de nouvelles instructions, décida d'engager sa cavalerie une troisième fois ; cette manœuvre s'avéra décisive. Chargeant à vive allure, les escadrons de Seydlitz se précipitèrent sur les colonnes françaises qui furent sabrées et rompues. Le résultat de la bataille fut la complète déroute et désorganisation de l'ennemi, et pour couronner le tout, seuls sept bataillons de l'armée de Frédéric eurent à faire feu, le reste étant le travail de Seydlitz et de ses 38 escadrons.
Les Prussiens s'emparèrent au total de 72 canons, sept drapeaux et 21 fanions. Avec environ 3 500 cavaliers et 20 canons, ainsi qu'une partie du régiment d'infanterie du prince Henri, l'armée prussienne était parvenu à vaincre les armées combinées de deux grandes puissances européennes, la France et le Saint-Empire romain germanique. La bataille de Rossbach est devenu un point de repère important dans l'histoire militaire. Cette nuit-là, le roi décerna à Seydlitz l'ordre de l'Aigle noir et le promut lieutenant-général. Seydlitz avait néanmoins été blessé et dut s'absenter de l'armée pour quelques mois, pendant lesquels il fut soigné par une dame de Leipzig.

### Campagne de 1758-1759

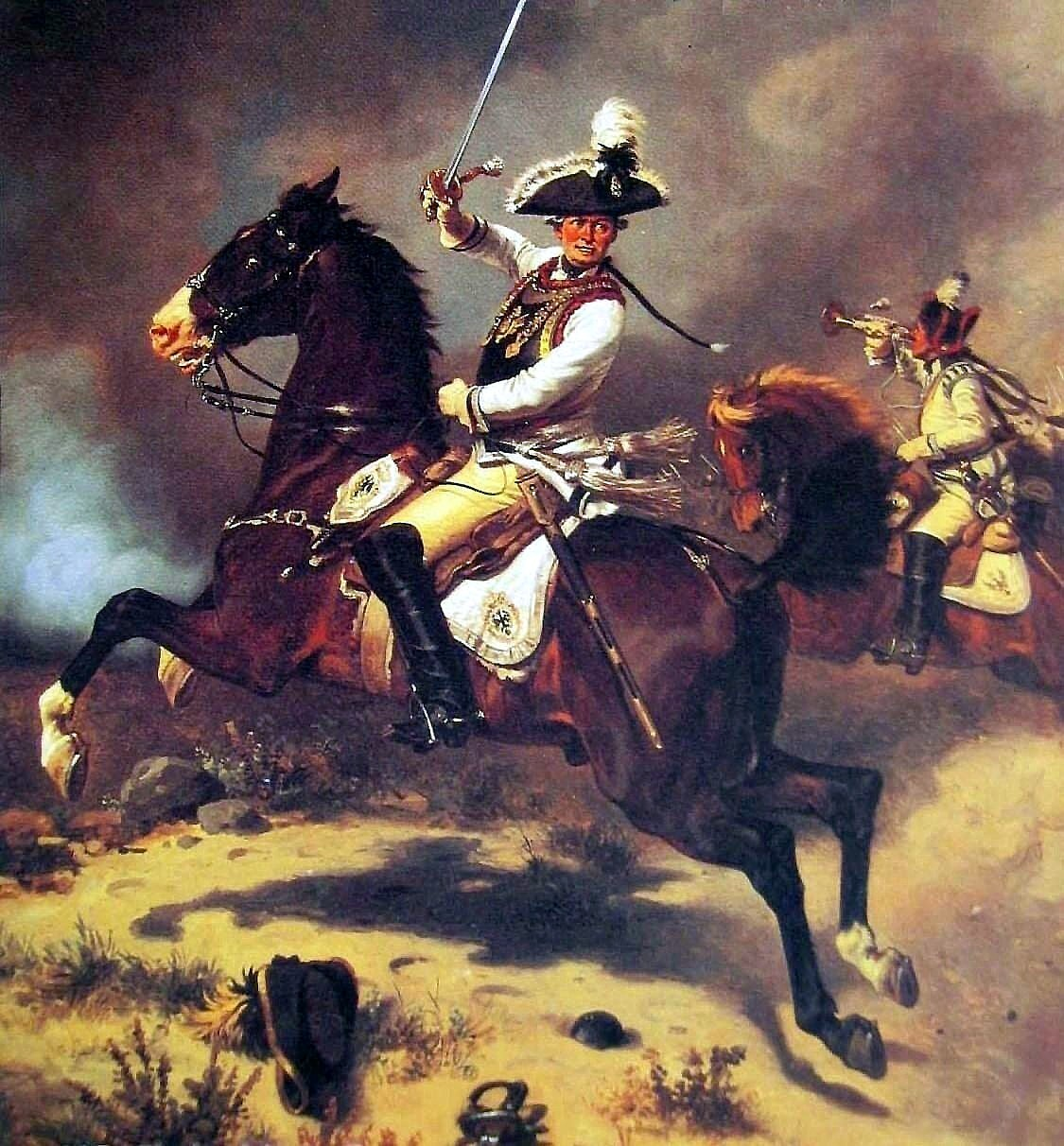
Le général von Seydlitz à la bataille de Zorndorf, le 25 août 1758, par Wilhelm Camphausen.

Il rejoignit le roi en 1758, et le 25 août, sa cavalerie sauva encore une fois la mise à la bataille de Zorndorf en fixant la victoire sous les drapeaux prussiens. Il conduisit 36 escadrons à l'assaut d'une masse compacte de cavalerie russe mêlée à de l'infanterie. Cette charge brisa l'aile droite russe et la refoula en désordre dans les bois environnants. Lors de la débâcle prussienne à Hochkirch, le 14 octobre, il couvrit la retraite prussienne avec 108 escadrons, et fut sévèrement blessé lors du grand désastre de Kunersdorf le 12 août de l'année suivante dans une tentative désespérée de s'emparer d'un mont tenu par les Russes. Son 8e de cuirassiers fut l'une des rares unités encore intactes à la fin de la bataille. Pendant sa convalescence à Berlin, il aida à organiser la défense de la capitale lors du raid austro-russe sur Berlin en octobre 1760. Bien qu'il ne put empêcher les Russes d'occuper brièvement la ville, Frédéric II le félicita plus tard pour sa conduite.
Fréquemment tenu à l'écart du champ de bataille en raison de sa mauvaise santé, Seydlitz ne reparut sur le front qu'en 1761. Il commandait désormais une aile de l'armée du prince Henri, composée de troupes de tous types et, malgré les critiques, il ne faisait aucun doute qu'il était apte à remplir cette nouvelle mission, bien que son service jusqu'alors avait été de commander exclusivement de la cavalerie. Il répondit à ces critiques par sa conduite lors de la bataille de Freiberg, le 29 octobre 1762, au cours de laquelle, dirigeant à la fois de l'infanterie et de la cavalerie, il décida du sort de la bataille. Après la paix de Hubertusbourg, il fut fait inspecteur-général de la cavalerie en Silésie, où onze régiments étaient stationnés en permanence et où Frédéric envoyait tous ses officiers les plus prometteurs se faire former par lui. Il fut nommé General der Kavallerie en 1767.

### Dernières années
Ses dernières années furent assombries par des problèmes personnels : pendant sa convalescence à Berlin, il avait épousé Susannah Johanna Albertine Hacke, fille du général prussien Hans Christoph Friedrich von Hacke, mais cette dernière lui était infidèle en raison de la syphilis dont il souffrait depuis de nombreuses années. Il eut au moins une fille, selon l'un de ses proches biographes, Anton König, deux selon l'auteur Robert Lawley. Sa fille aînée se maria une première fois avec un fonctionnaire de Breslau, puis divorça et se remaria avec un comte polonais dont elle divorça aussi quelque temps plus tard. Elle se convertit finalement au catholicisme avant de terminer sa vie dans un asile de fous à Brieg. La plus jeune vécut à un âge avancé et mourut dans la pauvreté près de Lusace.
Son amitié avec le roi, autrefois très proche, se termina à la suite d'une incompréhension. La santé de Seydlitz déclina peu à peu au fil des ans et ses crises de syphilis se firent plus fréquentes. En 1772, après une attaque d'apoplexie, il se rendit à Carlsbad pour y prendre les eaux, ce qui améliora quelque peu son état de santé. Toutefois, loin de refréner son style de vie, il continua de profiter sans modération des divers loisirs que lui procurait son existence ; un jour, un de ses subordonnés lui amena deux femmes circassiennes d'une grande beauté dont il apprécia la compagnie, mais qui contribuèrent en fait à l'affaiblir encore davantage. En août 1773, dans la dernière phase de sa maladie, Seydlitz reçut la visite de Frédéric II à son domicile de Minkovsky, près d'Ohlau. Le roi s'assit à son chevet, horrifié par l'état de Seydlitz, et le persuada de prendre quelques médicaments, mais ce dernier ne le regardait pas, la maladie ayant déformé son visage. Rongé par la progression silencieuse de sa syphilis, Seydlitz mourut à Ohlau le 7 novembre 1773, à l'âge de 52 ans.
Il était un ascendant du général Walther von Seydlitz-Kurzbach, capturé à Stalingrad.

## Personnalité

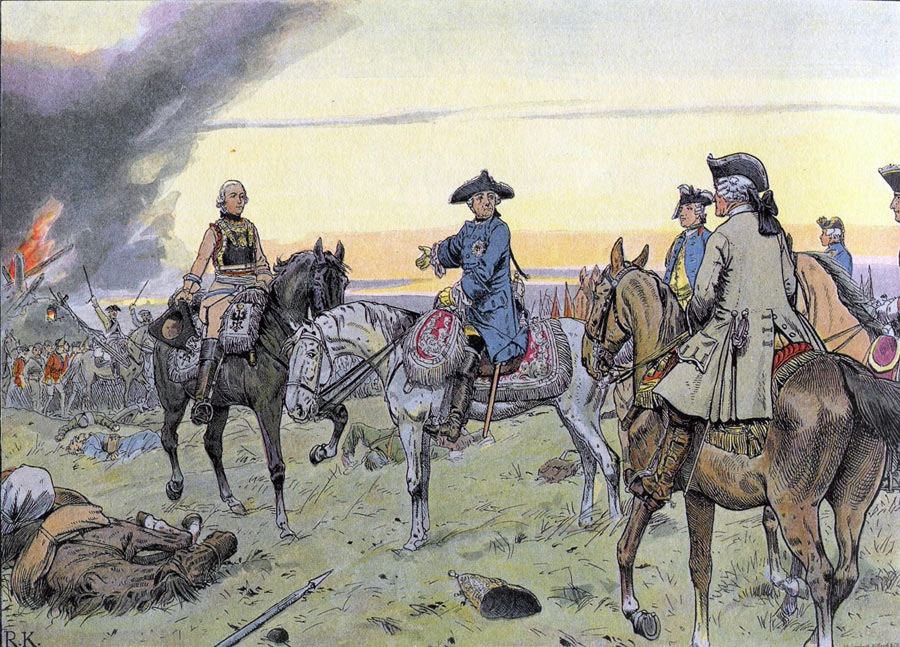
Frédéric II complimente le général Seydlitz en présence de son état-major à la bataille de Zorndorf. Illustration de Richard Knötel.

Seydlitz était admiré pour son magnifique coup d’œil qui lui permettait d'utiliser sa cavalerie à son potentiel maximal. Quant à Frédéric II, il considérait que Seydlitz était l'un de ses rares officiers de cavalerie à faire preuve d'initiative. Ce dernier se fit également connaître pour son franc-parler, comme à Zorndorf où, alors qu'il s'apprêtait à désobéir à un ordre de Frédéric II, il déclara : « dites à Sa Majesté que ma tête est à sa disposition après la bataille, mais que j'entends la conserver à son service aussi longtemps que la bataille durera ». 
L'un de ses biographes du XIXe siècle, Karl August Varnhagen von Ense, écrit que Seydlitz faisait passer le service avant toute chose et que rien n'était plus important pour lui que l'entraînement de ses hussards. Selon Anton Balthasar König, qui rédige entre 1780 et 1790, Seydlitz était toutefois très à son aise dans les tavernes où il excellait dans l'art de la plaisanterie. L'affirmation selon laquelle Seydlitz était un ivrogne, un libertin et un sauvage est plausible ; cependant, un autre de ses biographes, Bernhard von Poten, accorde davantage de crédit aux témoignages contradictoires de certains de ses contemporains, en particulier Warnery. L'affirmation de König n'est toutefois pas dénuée de fondements, au moins en ce qui concerne les excès du personnage. Il apparaît ainsi que Seydlitz était sans doute dépendant au tabac, et ce depuis l'adolescence, même si, contrairement à la plupart des officiers, il préférait le fumer avec une pipe plutôt que de le priser. Il conserva en outre un tempérament imprudent tout au long de sa vie et appréciait la compagnie des femmes, en dépit des récurrences de sa maladie.

## Héritage
En 1851, Frédéric-Guillaume IV de Prusse, l'arrière-petit-neveu de Frédéric II, fit inscrire le nom de Seydlitz sur la statue équestre de son ancêtre à Berlin, honorant les individus ayant participé à la construction de l'État prussien moderne. Seydlitz figure sur le premier étage de la plinthe parmi les quatre personnages à cheval, aux côtés du roi, de son cousin et du général Hans Joachim von Zieten. Une sculpture en bronze réalisée par Anton Lulvès, un ouvrier du cuivre originaire de Hambourg, fut plus tard installée sur la Zietenplatz de Berlin. Le SMS Seydlitz, un croiseur de bataille de première génération, fut commandé en 1910 et mis en service en mai 1913 ; il était le quatrième navire de ce type construit pour la marine impériale allemande. Le croiseur lourd Seydlitz, de la classe Admiral Hipper, fut lancé en 1939 mais ne fut jamais achevé.